# Sofosbuvir
Sofosbuvir (zaščiteno ime Sovaldi) je zdravilo za zdravljenje hepatitisa C. V kombinaciji z drugimi učinkovinami je sofosbuvir učinkovit pri 90 % bolnikov. Zavira virusni encim RNK-polimerazo, ki je potreben za podvojevanje virusa hepatitisa C. Odkrilo ga je podjetje Pharmasset, zdravilo pa je razvila farmacevtska družba Gilead Sciences.
Sofosbuvir predstavlja komponento v prvem režimu zdravljenja kroničnega hepatitisa C, ki zajema le peroralna zdravila in ne vključuje interferona alfa. Odsotnost interferona alfa zmanjšuje neželene učinke zdravljenja.
V letu 2013 je zdravilo odobril ameriški Urad za prehrano in zdravila (FDA), in sicer v kombinaciji z ribavirinom (RBV) za peroralno zdravljenje okužbe z virusom hepatitisa C genotipa 2 ali 3 ter v trikomponentni kombinaciji z RBV in pegiliranim interferonom alfa za zdravljenje z zdravljenjem neizkušenih bolnikov, okuženih z virusom hepatitisa C genotipa 1 ali 4. Zdravljenje s sofosbuvirjem traja 12 tednov pri genotipih 1, 2 ali 4 ter 24 tednov pri genotipu 3. To predstavlja približno za polovico skrajšano trajanje zdravljenja v primerjavi z oblikami zdravljenja, ki so bile na voljo pred tem. Sofosbuvir se lahko uporablja samo v kombinaciji z RBV, brez interferona alfa, tudi pri bolnikih z genotipom 1, ki ne smejo ali ne želijo prejemati interferonskega zdravljenja.
Cene zdravljenja so visoke, viri navajajo 84.000 do 168.000 ameriških dolarjev v ZDA za celoten režim zdravljenja, kar je vzbudilo določena ogorčenja, zlasti zaradi vprašanja dosegljivosti zdravila v državah v razvoju.

## Uporaba
Sofosbuvir se uporablja v kombinaciji z drugimi zdravili za zdravljenje kroničnega hepatitisa C pri odraslih. Uporablja se lahko tudi pri bolnikih, sookuženih s HIV.
V začetku leta 2014 sta Ameriško združenje za bolezni jeter (American Association for the Study of Liver Diseases, AASLD) in Ameriško združenje za infekcijske bolezni (Infectious Diseases Society of America, IDSA) objavila posodobljena priporočila za zdravljenje hepatitisa C ter vključila kombinacijo sofosbuvirja in ribavirina (s pegiliranim interferonom ali brez njega) med priporočene režime za zdravljenje okužbe z vsemi genotipi virusa hepatitisa C (1–6) ter med nekatere alternativne režime. Enako je aprila 2014 storilo Evropsko združenje za jetrne bolezni (European Society for the Study of Liver, EASL).

## Neželeni učinki
Sofosbuvir se vselej uporablja v kombinaciji z drugimi učinkovinami, kot sta ribavirin in interferon alfa, zato so preučevali le neželene učinke kombinacij zdravil. Pogosti neželeni učinki so utrujenost, glavobol, slabost, izpuščaj in razdražljivost. Večina neželenih učinkov je pogostejših v kombinaciji, ki vsebuje tudi interferonsko komponento. Pri režimu, ki vsebuje le sofosbuvir in ribavirin, se na primer utrujenost in glavobol pojavljata v dvakrat manj primerih, pogostnost simptomov, podobnih gripi, se zmanjša na 3–6 % (v primerjavi s 16–18 % pri kombinaciji z interferonom), nevtropenija pa se skorajda ne pojavlja, če je interferon odsoten.

## Interakcije
Sofosbuvir je substrat glikoproteina P, ki črpa nekatere učinkovine in druge snovi iz črevesne povrhnjice nazaj v svetlino črevesa. Zato bi lahko teoretično zdravila, ki spodbujajo delovanje glikoproteina P, kot sta na primer rifampicin in šentjanževka, zmanjšala absorpcijo (vsrkanje) sofosbuvirja v sistemski krvni obtok in s tem zmanjšala učinek.

## Mechanizem delovanja
Sofosbuvir je predzdravilo, ki se šele v telesu presnovi v aktivno protiretrovirusno učinkovino 2'-deoksi-2'-α-fluoro-β-C-metiluridin-5'-trifosfat. Trifosfatna oblika učinkovine je substrat za beljakovino NS5B, ki ima vlogo RNK-polimeraze, in zato zavira sintezo virusne RNK.

## Odpornost proti zdravilu
Sofosbuvir in drugi nukleotidni zaviralci RNK-polimeraze virusa hepatitisa C izkazujejo visoko bariero za razvoj odpornosti proti zdravilu. To je pomembna prednost v primerjavi z nekaterimi drugimi skupinami učinkovin za zdravljenje hepatitisa C, ki delujejo na druge biološke tarče, na primer na encim proteazo in pri katerih so opazili sorazmerno hiter razvoj odpornosti virusa, kar vodi v neučinkovitost zdravljenja.